# 酸菜

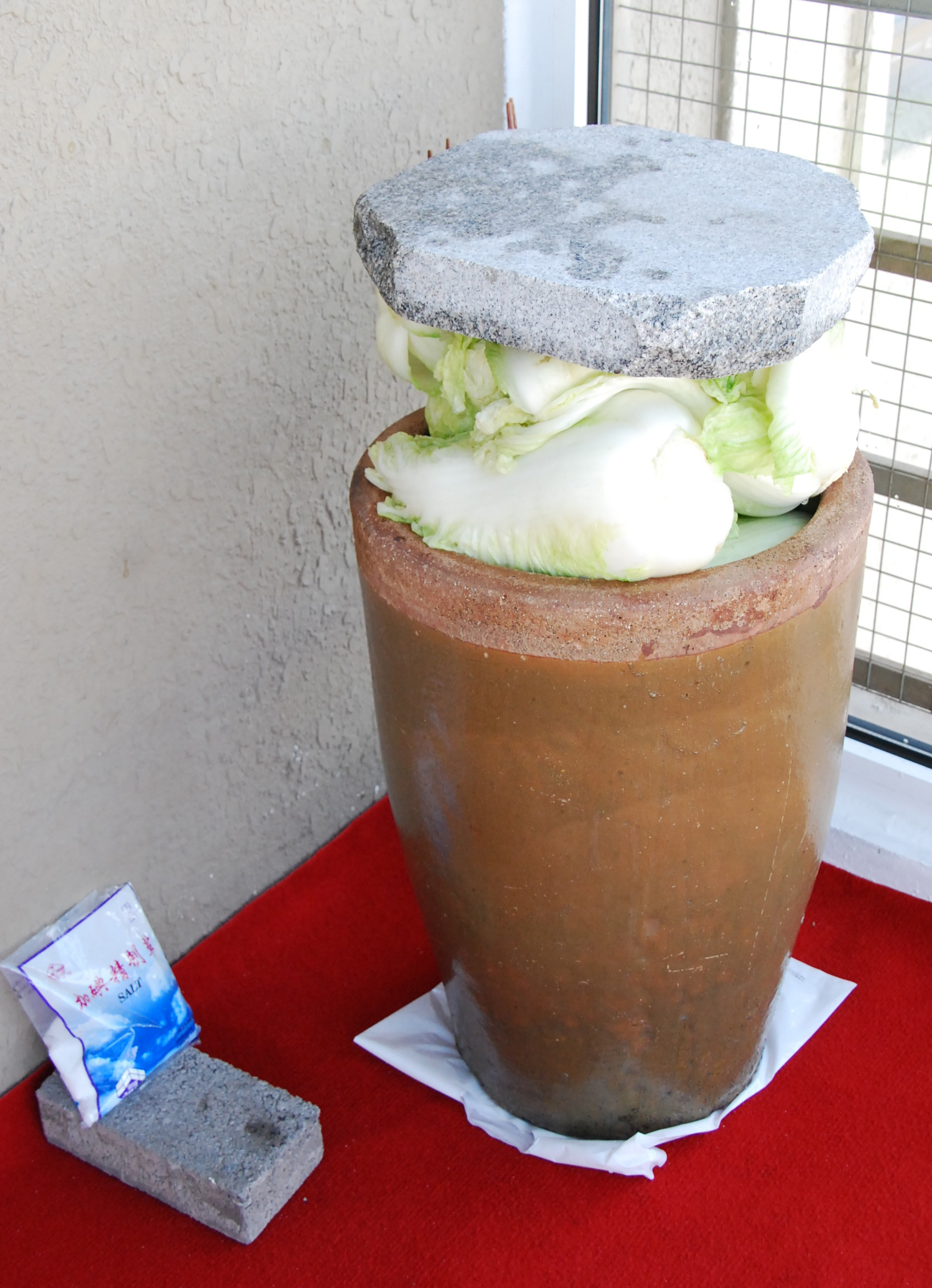
甕に塩（写真の左下）を入れながら白菜を山と積んで重石を載せると、2～3週間で重石が甕の中へ自然に沈む。

酸菜（さんさい、中国語: 酸菜、拼音: Suān-cài スァンツァイ、満洲語: ᠨᠠᠰᠠᠨ 、転写：nasan）は通常、中国東北部で白菜から作る冬季用の漬物である。広義には、中国の他の地域でも作られる他の野菜を用いた漬物をいう場合もある。

## 概要
中国東北部で白菜（仙台白菜に似た中国語で「大白菜」）を晩秋に甕に漬けて、自然発酵させて、冬季におもに鍋料理の材料として用いる漬物のことである。

## 酸菜の作り方
中国東北部での酸菜の作り方は
- 白菜を買う。晩秋、11月になると、白菜を満載したトラックで街角へ売りにくる
- 白菜を洗って、2・3日天日に干す
- 大きな甕に白菜を入れ（各白菜を縦に半分に割ってから入れる人もいる）、塩を振り、また白菜を入れ、水も多少入れて、上に重石を置く
- 好みによって、梨（またはリンゴ）を切ったものを入れる人もいる。
- 甕をベランダ（陽台）やビルの階段に放置すると、しばらくして、水が上がったり、軽く自然発酵するので、カビが水面に出たら、水ごと取って、捨てる
- 4週間ぐらい経つと、できあがり

これは、日本の野沢菜漬けなどの作り方とよく似ている。ドイツのザウアークラウトも多少作り方が似ている。酸菜の古漬けを好む人もいて、「清明節の酸菜が一番おいしい。」（清明節は4月上旬）という人もいる。

## 酸菜料理

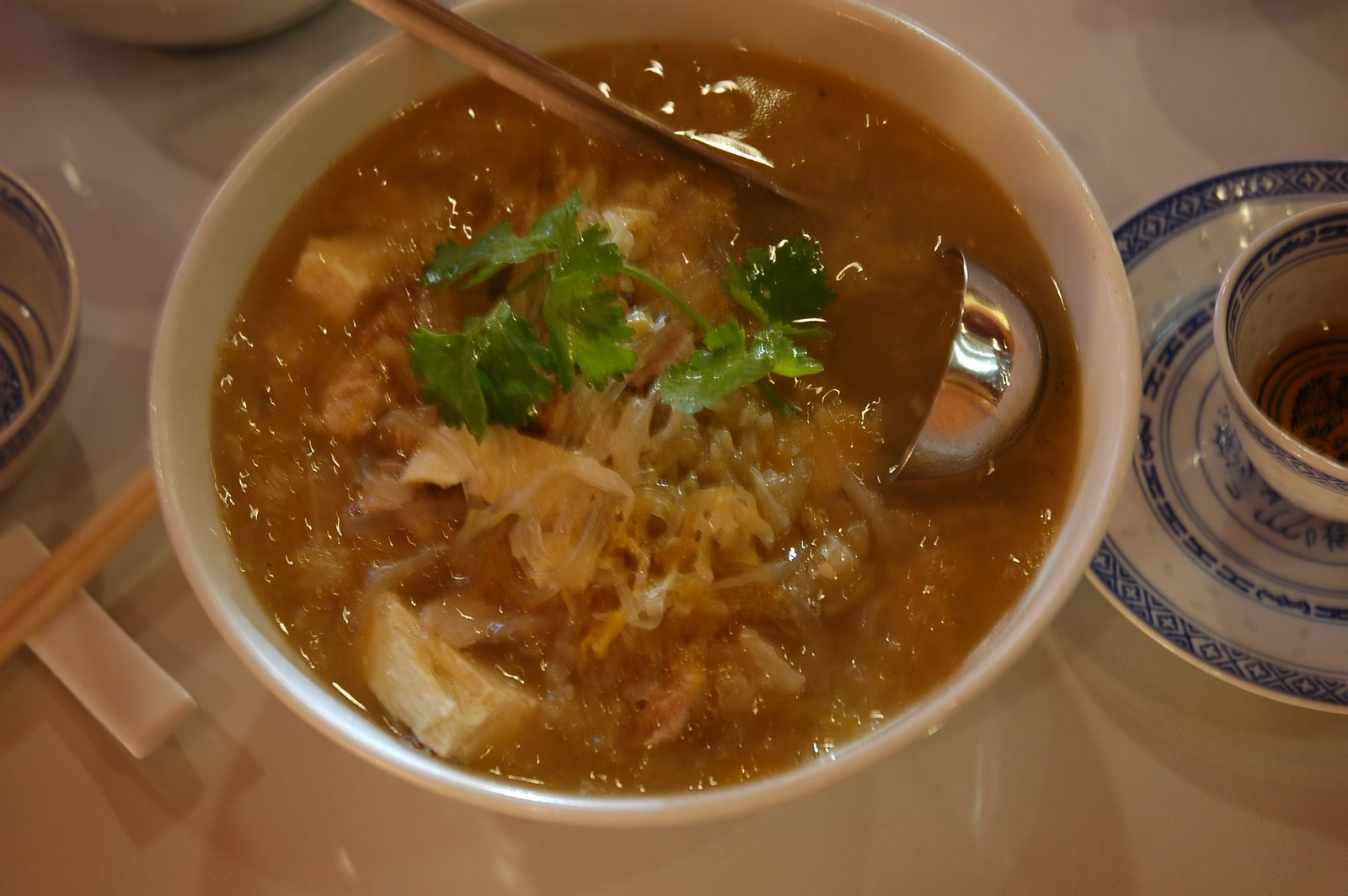
豚肉とその他も入れて鍋で煮る料理は、酸菜を使った典型的な料理。

酸菜はそのまま食べることは少なく、鍋料理、煮込み料理等の具材や餃子の餡などに主に使われて食される。

### 酸菜骨付き豚肉鍋
酸菜骨付き豚肉鍋（中国語で「酸菜燉排骨」）は、骨付き豚肉をお湯で煮て、油を取り除き、これと酸菜、その他を鍋に入れて煮て、多少の塩で味付けをして、みんなで鍋を囲んで食べる。

### 酸菜カキ鍋
酸菜カキ鍋は、酸菜とカキ、その他を鍋に入れて煮て、多少の塩で味付けをして、みんなで鍋を囲んで食べる。

### 大根酸菜いため
大根を縦に半分に割ったものを白菜と一緒に漬ける人もいて、大根酸菜は細かく包丁で切って、油で炒めて、そのまま健康食のような感じで食べる。

## 東北地区以外での酸菜
広義には、中国の他の地域でも作られる小白菜などを用いて、軽く自然発酵させた漬物を「酸菜」という場合もある。